# Asind
Asind là một thành phố và khu đô thị của quận Bhilwara thuộc bang Rajasthan, Ấn Độ.

## Địa lý
Asind có vị trí 25°44′B 74°20′Đ / 25,73°B 74,33°Đ Nó có độ cao trung bình là 467 mét (1532 foot).

## Nhân khẩu
Theo điều tra dân số năm 2001 của Ấn Độ, Asind có dân số 14.118 người. Phái nam chiếm 51% tổng số dân và phái nữ chiếm 49%. Asind có tỷ lệ 54% biết đọc biết viết, thấp hơn tỷ lệ trung bình toàn quốc là 59,5%: tỷ lệ cho phái nam là 67%, và tỷ lệ cho phái nữ là 40%. Tại Asind, 18% dân số nhỏ hơn 6 tuổi.